# Lena Klevenås
Lena Ragnhild Margareta Klevenås, född  3 juni 1947 i Lunds stadsförsamling, Malmöhus län, död 16 januari 2017 i Alingsås distrikt, Västra Götalands län, var en svensk socialdemokratisk, senare miljöpartistisk politiker, som mellan 1991 och 1998 var riksdagsledamot för Älvsborgs läns norra valkrets. 

## Biografi
Efter att hon ifrågasatt Socialdemokraternas hållning i frågor om den svenska vapenexporten och JAS-programmet blev hon inte nominerad av socialdemokraterna i norra Älvsborg för en ny riksdagsperiod 1998. Klevenås var endast tretton personvalskryss från att återta en plats i riksdagen 2006 då hon kandiderade för Miljöpartiet. Klevenås kandiderade som ledamot för Miljöpartiet till Europaparlamentsvalet 2009; hon hamnade på sjunde plats på partiets valsedel och kandiderade även i Europaparlamentsvalet 2014.
Lena Klevenås var ordförande för den svenska sektionen av människorättsorganisationen FIAN International mellan 2008 och 2011. Lena Klevenås har under åren medverkat i ett antal antologier, med miljö, internationell rättvisa och EU som tema. Hon har dessutom givit ut boken Från parlamentet till gatan (2004),  där hon berättar om sitt politiska engagemang genom åren.
Efter gymnasiestudier vid Enskede högre allmänna läroverk gick Klevenås på Lärarhögskolan i Göteborg, där hon avlade folkskollärarexamen. Senare kompletterade hon med akademiska studier och blev adjunkt i språk.
Hon avled i sviterna av cancer. Klevenås är begravd på Ödenäs kyrkogård.